# ナナ・ジョルジャーゼ
ナナ・ジョルジャーゼ（Nana Dzordzhadze、1948年 - ）はグルジアのトビリシ出身の映画監督。

## 略歴
建築家として働いていたが、映画に興味を持つようになりトビリシの映画学校で学ぶ。1986年の『ロビンソナーダ』でカンヌ国際映画祭カメラ・ドールを受賞。
1992年にカンヌ国際映画祭の審査員を、1997年にはヴェネツィア国際映画祭の審査員を務めた。同年開催の第69回アカデミー賞では『シェフ イン ラブ』（1996年）がアカデミー外国語映画賞にノミネートされた。

## 主な監督作品
- ソポトへの旅 Mogzauroba Sopotshi (1980)
- ロビンソナーダ Robinzoniada, anu chemi ingliseli Papa (1986)
- シェフ イン ラブ Shekvarebuli kulinaris ataserti retsepti (1996)
- シビラの悪戯 27 Missing Kisses (2000)